# Дивненська сільська рада
Дивненська сільська́ ра́да — адміністративно-територіальна одиниця та орган місцевого самоврядування в Новотроїцькому районі Херсонської області. Адміністративний центр — село Дивне.

## Загальні відомості
Дивненська сільська рада утворена в 1974 році.
- Територія ради: 49,204 км²
- Населення ради: 857 осіб (станом на 2001 рік)

## Населені пункти
Сільській раді були підпорядковані населені пункти:
- с. Дивне
- с. Лиходідівка
- с. Попелак
- с. Свиридонівка

## Склад ради
Рада складалася з 16 депутатів та голови.
- Голова ради: Тарасюк Тетяна Іванівна
- Секретар ради: Дереза Наталя Вікторівна

### Керівний склад попередніх скликань
| Прізвище, ім'я, по батькові | Основні відомості                                                 | Дата обрання | Дата звільнення |
| --------------------------- | ----------------------------------------------------------------- | ------------ | --------------- |
| Тарасюк Тетяна Іванівна     | Сільський голова, 1959 року народження, освіта вища, позапартійна | 26.03.2006   | 31.10.2010      |
| Тарасюк Тетяна Іванівна     | Сільський голова, 1959 року народження, освіта вища, позапартійна | 31.10.2010   |                 |

Примітка: таблиця складена за даними сайту Верховної Ради України

### Депутати
За результатами місцевих виборів 2010 року депутатами ради стали:

#### За суб'єктами висування
| Суб'єкт висування           | Кількість обраних депутатів | %    |
| --------------------------- | --------------------------- | ---- |
| Партія регіонів             | 10                          | 62,5 |
| Комуністична партія України | 6                           | 37,5 |

#### За округами
| № округу                    | Прізвище, ім'я, по батькові   | Дата визнання обраним | Освіта  | Партійна приналежність | Відомості про обраного депутата                                        |
| --------------------------- | ----------------------------- | --------------------- | ------- | ---------------------- | ---------------------------------------------------------------------- |
| Комуністична партія України |                               |                       |         |                        |                                                                        |
| 10                          | Дереза Наталя Вікторівна      | 03.11.2010            | вища    | позапартійна           | Дивненська сільська рада, секретар                                     |
| 12                          | Якуніна Галина Дем'янівна     | 03.11.2010            | середня | позапартійна           | пенсіонер                                                              |
| 13                          | Мельник Оксана Володимирівна  | 03.11.2010            | вища    | позапартійна           | Приватне підприємство «Україна Дивне», бухгалтер                       |
| 14                          | Пруднікова Інна Степанівна    | 03.11.2010            | середня | позапартійна           | пенсіонер                                                              |
| 15                          | Сапронов Андрій Володимирович | 03.11.2010            | середня | позапартійний          | Приватне підприємство «Україна Дивне», електрик                        |
| 16                          | Кондря Сергій Анатолійович    | 03.11.2010            | середня | позапартійний          | Приватне підприємство «Україна Дивне», тракторист                      |
| Партія регіонів             |                               |                       |         |                        |                                                                        |
| 1                           | Соловей Володимир Миколайович | 03.11.2010            | середня | член Партії регіонів   | Новотроїцьке управління зрошувальних систем, машиніст насосної станції |
| 2                           | Гаврилюк Тетяна Трохимівна    | 03.11.2010            | вища    | член Партії регіонів   | Дивненська загальноосвітня школа, директор                             |
| 3                           | Зінова Марина Олександрівна   | 03.11.2010            | середня | член Партії регіонів   | Приватне підприємство «Україна Дивне», головний бухгалтер              |
| 4                           | Ларін Юрій Васильович         | 03.11.2010            | середня | член Партії регіонів   | Дивненське комунальне підприємство «Імпульс», директор                 |
| 5                           | Теняков Петро Петрович        | 03.11.2010            | середня | член Партії регіонів   | Фермерське господарство «Урожай», голова                               |
| 6                           | Ющук Олена Вікторівна         | 03.11.2010            | середня | член Партії регіонів   | ТОВ «Оптима Брідінг», головний бухгалтер                               |
| 7                           | Філонцева Віра Вікторівна     | 03.11.2010            | середня | член Партії регіонів   | Дивненський ясел-садок «Горобинка», завідувачка                        |
| 8                           | Подгурська Анна Іванівна      | 03.11.2010            | середня | член Партії регіонів   | Приватне підприємство «Україна Дивне», секретар-референт               |
| 9                           | Тимошенко Галина Василівна    | 03.11.2010            | вища    | член Партії регіонів   | Дивненська загальноосвітня школа, вчитель                              |
| 11                          | Яцко Євгенія Вікторівна       | 03.11.2010            | середня | член Партії регіонів   | Філія Федорівської аптеки, завідувачка                                 |